# Lackadaisy

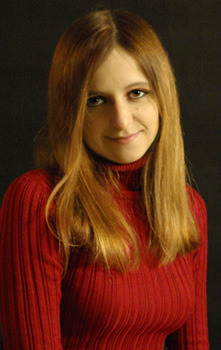
Tracy J. Butler en 2008.

Lackadaisy est une bande dessinée en ligne créée en juillet 2006 par la dessinatrice américaine Tracy J. Butler. L'histoire, située à Saint-Louis durant la période de la Prohibition, relate les aventures des tenanciers du speakeasy Lackadaisy, un bar clandestin autrefois prospère mais désormais en difficulté à la suite de la mort de son fondateur.
Le style de dessin est hautement détaillé, avec des personnages inspirés des films d'animation de Don Bluth ou Walt Disney. Les premières planches sont dessinées dans des tons sépia, un style inspiré des photographies des années 1920, tandis que les pages les plus récentes sont intégralement colorées. Le comic a été présélectionné aux Prix Eisner, dans la catégorie « Meilleure bande dessinée en ligne » en 2011 et dans la catégorie « Meilleur recueil » en 2025.
Les protagonistes sont des chats anthropomorphiques et permettent donc de classifier l’œuvre comme furry, bien que l'auteure ne se positionne pas clairement comme faisant partie du fandom furry .
En mars 2020, une campagne de financement participatif est lancée sur la plateforme Kickstarter dans le but de produire un court métrage en ligne d'une vingtaine de minutes. Le court métrage, produit par Iron Circus Comics et réalisé par Fable Siegel, sort en mars 2023 sur Youtube. Une seconde campagne est lancée en août 2023 sur la plateforme BackerKit, cette fois-ci pour produire une série complète.

## Synopsis
Saint-Louis, années 1920. Le Little Daisy Café sert de couverture au speakeasy Lackadaisy, un bar clandestin caché dans les grottes de calcaire sous la ville. Sous la direction de son fondateur Atlas May, le Lackadaisy prospérait grâce à la vente d’alcool, illégal à cause de la prohibition. Mais en 1926, Atlas est mystérieusement tué, et l’établissement est repris par sa veuve Mitzi. Les clients se détournent alors du speakeasy, l’amenant au bord de la faillite.
Le Lackadaisy doit compter sur son personnel pour maintenir l’approvisionnement en alcool de contrebande. Le violoniste du groupe, Rocky, est chargé de cette mission. Il décide de solliciter l’aide de son cousin Calvin, alors que leurs concurrents se font de plus en plus agressifs.

## Personnages

### Personnages principaux

#### Rocky Rickaby
Rocky Rickaby travaille pour le Lackadaisy et est chargé d'y amener l'alcool livré par les contrebandiers. Rocky est d'un tempérament maniaque et énergique qui le confronte fort régulièrement à des situations à la fois absurdes et dangereuses.

#### Calvin McMurray
Calvin McMurray, surnommé Freckle, est le cousin et protégé de longue date de Rocky Rickaby. Bien qu'il soit le plus souvent réservé, il peut parfois être la proie de violentes et rageuses catharsis.

#### Mitzi May
Mitzi May anciennement femme d'Atlas May puis devenue veuve, Mitzi a repris les affaires de son défunt mari et la gestion du Little Daisy Café et du Lackadaisy.

#### Ivy Pepper
Ivy Pepper est la filleule d'Atlas May. Elle tient le comptoir du Little Daisy Café le jour, et travaille au Lackadaisy la nuit.

#### Mordecai Heller
Mordecai Heller était le partenaire de Viktor Vasko et travaillait pour Atlas May et le Lackadaisy. Il est désormais homme de main du gang Marigold. Austère, méthodique et professionnel, il est d'ordinaire chargé d'effectuer les besognes les plus sanglantes.

#### Viktor Vasko
Viktor Vasko est un des principaux acolytes d'Atlas May. Immigré d'Autriche-Hongrie, il a grandement participé au développement du Lackadaisy.

#### Sedgewick Sable
Sedgewick Sable est un magnat de l'exploitation minière et un loyal investisseur du Lackadaisy.

#### Dorian Zibowsky
Dorian Zibowsky, surnommé Zib, est le leader du groupe de jazz du Lackadaisy.

#### Atlas May
Atlas May était, avant sa mort, le propriétaire et gérant du Little Daisy Café. Il fonda et assura l'essor du Lackadaisy, bar clandestin situé sous le Little Daisy Café.

## Style graphique et littéraire
La bande dessinée a dans les premières page un style graphique typique des photos sépia. Ce n'est qu'en fin de volume 2 que l'autrice ajoute progressivement de la couleur aux illustrations. Le langage est voulu typique de l'époque de la Prohibition et consiste souvent en un jargon anglophone propre aux contrebandiers. Certains personnages usent régulièrement de mots et expressions en français cadien.

## Conformité historique
Bien que certaines libertés aient été prises, le comic est en grande partie conforme à la réalité historique. Plusieurs sources d'informations ont été consultées afin d'éviter les anachronismes flagrants. Il s'agit en majorité de livres et de sites internet abordant l'histoire et la criminalité de l'époque à Saint-Louis, les caves souterraines de la ville, la Grande Dépression des années 1930 ainsi que la mode des années 1920. Des musiques, films et chansons d'époque ont également fait partie des sources consultées afin d'enrichir l'univers du comic. Cela va de la référence cinématographique directe aux Exploits de Pearl White (The Perils of Pauline) à la chanson cadienne Allons danser Colinda en fond sonore diégétique.